# Twelve Dreams of Dr. Sardonicus
Twelve Dreams of Dr. Sardonicus je čtvrté studiové album americké rockové skupiny Spirit. Jeho nahrávání probíhalo od dubna do října 1970 a jeho producentem byl David Briggs. Album pak vyšlo v listopadu téhož roku u vydavatelství Epic Records. V žebříčku Billboard 200 se album umístilo na 63. místě.

## Seznam skladeb
| Pořadí         | Název                     | Délka |
| -------------- | ------------------------- | ----- |
| 1.             | Prelude – Nothin' to Hide | 3:41  |
| 2.             | Nature's Way              | 2:30  |
| 3.             | Animal Zoo                | 3:20  |
| 4.             | Love Has Found a Way      | 2:42  |
| 5.             | Why Can't I Be Free?      | 1:03  |
| 6.             | Mr. Skin                  | 3:50  |
| 7.             | Space Child               | 3:26  |
| 8.             | When I Touch You          | 5:35  |
| 9.             | Street Worm               | 3:40  |
| 10.            | Life Has Just Begun       | 3:22  |
| 11.            | Morning Will Come         | 2:58  |
| 12.            | Soldier                   | 2:43  |
| Celková délka: | Celková délka:            | 38:58 |

## Obsazení
- Randy California – baskytara, kytara, zpěv
- Mark Andes – baskytara, zpěv
- John Locke – klávesy
- Jay Ferguson – klávesy, zpěv, perkuse
- Ed Cassidy – bicí, perkuse